# Sandersleben (Anh)
Sandersleben (Anh) (niem. Bahnhof Sandersleben (Anh)) – stacja kolejowa w Arnstein, w dzielnicy Sandersleben, w kraju związkowym Saksonia-Anhalt, w Niemczech. Stacja została otwarta w 1871. Według DB Station&Service ma kategorię 4. Jest stacją węzłową pomiędzy liniami Halle – Vienenburg i Berlin – Blankenheim.

## Położenie
Stacja znajduje się w powiecie Mansfeld-Südharz, niedaleko Harzu, w południowo-zachodniej Saksonii-Anhalt. Dworzec kolejowy jest w Sandersleben, od 2010 dzielnicy miasta Arnstein. Stacja znajduje się w zachodniej części miasta, niedaleko boiska sportowego i rzeki Wipper. 

## Linie kolejowe
- Linia Halle – Vienenburg
- Linia Berlin – Blankenheim

## Połączenia
| Linia  | Trasa                                                                                                 | Takt (min) | Przewoźnik kolejowy |
| ------ | --- | ---------- | ------------------- |
| HEX 4  | Halle – Könnern – Sandersleben (Anh) – Aschersleben – Halberstadt – Wernigerode – Vienenburg – Goslar | 120        | Transdev            |
| RE 10  | Magdeburg – Schönebeck – Güsten – Sandersleben (Anh) – Sangerhausen – Sömmerda – Erfurt               | 120        | DB Regio            |
| HEX 24 | Halle – Könnern – Sandersleben (Anh) – Aschersleben – Gatersleben – Halberstadt                       | 120        | Transdev            |